# Sencillo virtual
Un sencillo virtual, en música, es una grabación distribuida por medios electrónicos como Internet y con fines de promoción para el álbum musical del que fue extraído. Es la versión no física de un sencillo convencional, y no pierde sus facultades si no cuenta con la versión física. Antiguamente era grabado y después reproducido desde un disco fonográfico físico como el disco de vinilo, una cinta casete, o su sucesor, el disco compacto. Hoy en día, algunas compañías discográficas ponen a la disposición pública sencillos virtuales en sitios web promocionales y éstos son descargados por los usuarios para su uso personal, facilitando así la masificación del producto, ya que cada usuario tiene la capacidad tecnológica para multiplicar el sencillo virtual y compartirlo con más usuarios.

## Antecedentes
La cantante estadounidense Madonna, ejerció la primicia mundial al lanzar el sencillo virtual Hey You a mediados del año 2007, el tema no cuenta con un sencillo físico y sólo permaneció una semana para su descarga gratuita desde un sitio web de la empresa Microsoft, misma que donó por cada descarga 25 centavos de dólar a la campaña de concientización sobre el cambio climático Live Earth en el mismo año, luego de cumplir una semana en descarga gratuita, el sencillo virtual fue puesto a la venta por la tienda de música en línea iTunes.

## Contexto
Actualmente, al tener la industria discográfica como gran competidora a la piratería, ha obligado a que algunas disqueras comiencen a orientar sus esfuerzos a encontrar herramientas alternativas de promoción, como el sencillo virtual, para lanzar un álbum. Empero, los altos precios a los que se enfrentan los consumidores permiten que éstos prefieran música copiada de manera ilegal como un bien sustituto perfecto de la original, y así, que la descarga del sencillo promocional logre cumplir e incluso superar las expectativas de lanzamiento, más que las del álbum o sencillo físico.

## México
En México, se encuentra la única disquera virtual del mundo, Ulter Media, que focaliza sus esfuerzos en publicar sencillos únicamente virtuales. La misma produce y distribuye música gratuita de manera legal. El primer sencillo virtual latinoamericano fue publicado por esta disquera en 2008, y lleva por título Supernova, es interpretado por Erika Alcocer Luna, la ganadora del reality show musical más importante de México, La Academia.
- Datos: Q6124900